# Hildegarde Fesneau
Hildegarde Fesneau, née à Blois le 8 octobre 1995, est une violoniste classique française.

## Biographie
Hildegarde Fesneau commence le violon dès l'âge de six ans, elle joue en soliste avec orchestre sous la direction de Elizabeth Askren, Paul Kuentz, Ovidiu Balan ou encore François-Xavier Roth dès ses huit ans,.
Par Seiji Ozawa, elle a eu l'occasion de jouer la Sonate no 3 de Brahms avec sa sœur pianiste dans la cathédrale d'Orvieto.
Elle effectue ses études musicales au Conservatoire national supérieur de musique et de danse de Paris et à la Chapelle musicale Reine Elisabeth. Repérée par Yves Henry et Deborah Nemtanu, elle se produit en concert avec eux.
Elle travaille avec le London Symphony Orchestra (2011), avec l'Orchestre National des Pays de la Loire (2014), avec l'Orchestre Symphonique de Bretagne, avec l'Orchestre de Pau - Pays de Béarn, avec l'Orchestre Contrepoint de Montpellier (2013), l'Orchestre de chambre Nouvelle Europe et l’Orchestre de l'Alliance. Avec ce dernier, elle se rend en Iran en avril 2016 lors d’une tournée avec la participation du pianiste Guillaume Vincent et le violoniste Simon Bernardini. 
En 2018 elle crée le projet « 25 caprices » sur les Caprices pour violon seul de Niccolo Paganini, projet en partenariat avec le Théâtre de Saint-Dizier. Elle poste régulièrement des vidéos sur sa chaîne Youtube officielle et sur sa page Facebook.
Elle est présidente de l'association Les Musicales du Centre (organisation de concerts et de concours de musique classique). Entre juin 2020 et avril 2022 elle est violon solo de l’Orchestre philharmonique de Nice, et depuis avril 2022 est Konzertmeisterin (supersoliste) de la Badische Staatskapelle Karlsruhe (de).

## Prix
- 2006 : Prix «Vainqueur Absolu» (Concours Postacchini)[1].
- 2013 : 1er prix et prix public du concours Ginette Neveu[8].
- 2014 : Cinquième prix (Concours Long-Thibaud-Crespin)[8].
- 2015 : Lauréate (Révélation classique de l'Adami)[9],[8].